# Dahira niphaphylla
Dahira niphaphylla (voorheen geplaatst in het geslacht Thibetia) is een vlinder uit de familie van de pijlstaarten (Sphingidae). De wetenschappelijke naam van de soort werd in 1917 gepubliceerd door James John Joicey & William James Kaye.